# Abinergao II
Abinergao II foi um príncipe arsácida que tornar-se-ia xá (rei) de Caracena, um reino localizado na cabeceira do golfo Pérsico. Estima-se que reinou de 165 a 180. Como a maioria dos governantes caracenos, é conhecido apenas por sua cunhagem, na qual a grafia de seu nome varia. Foi o primeiro rei caraceno a usar apenas o aramaico  em vez do grego e a desconsiderar a datação nas moedas. Ambas as características indicam uma diminuição significativa nas tradições helenísticas sob seu governo.